# Mediewalizm

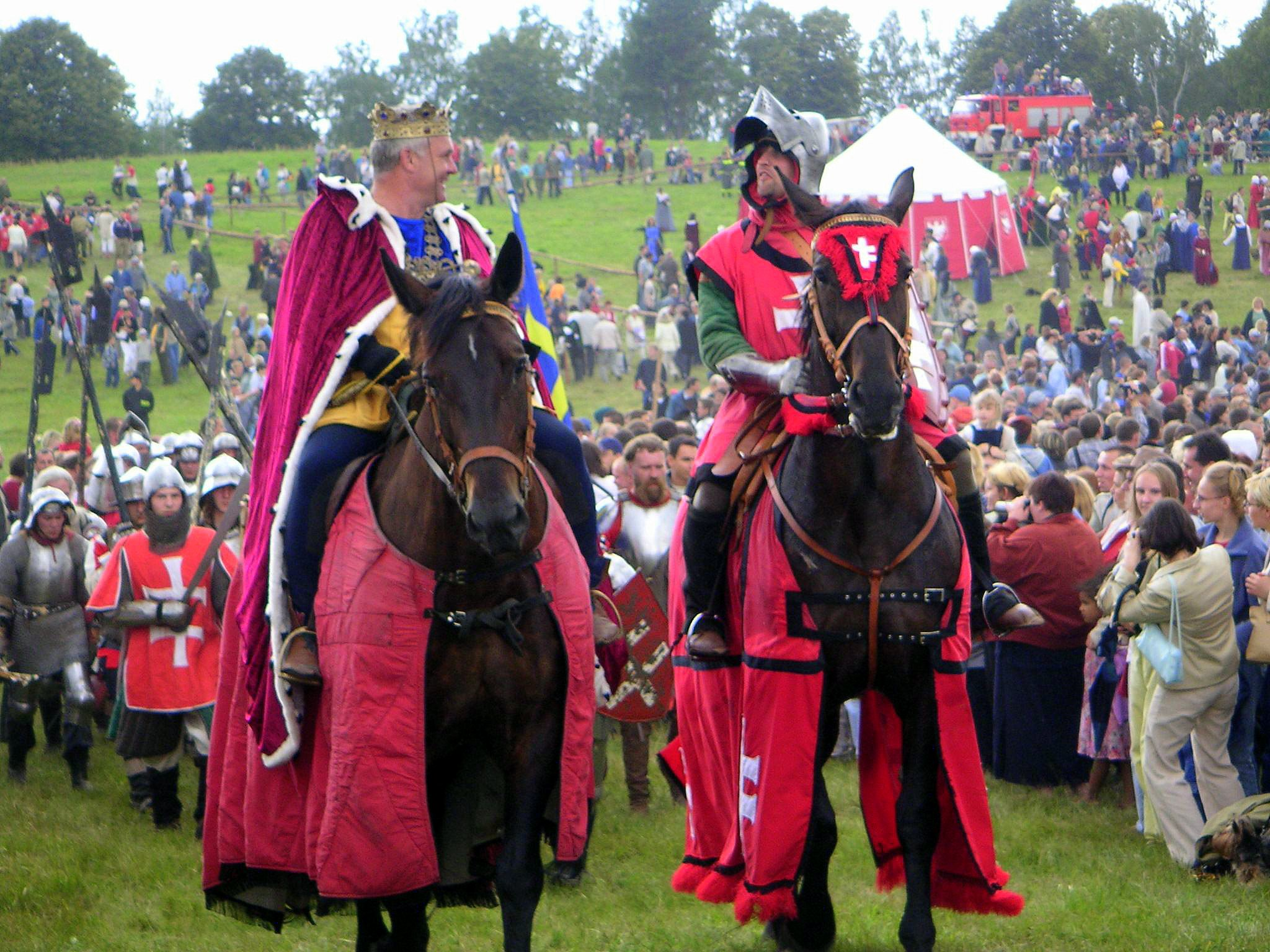
Rekonstrukcja bitwy pod Grunwaldem, rok 2003

Mediewalizm (ang. medievalism) lub mediewizm (fr. médiévisme) – dyscyplina naukowa badająca nawiązania do średniowiecza w kulturze i polityce nowożytnej. Niektórzy polscy badacze używają także terminów średniowieczność lub mediocentryzm. W sensie ogólnym mediewalizm oznacza zjawisko przejmowania i wykorzystywania średniowiecznych idei, estetyki, wątków tematycznych, praktyk społecznych czy tradycji.

## Zjawisko
Mediewalizm jako zjawisko jest obecny od XVI wieku z różnym natężeniem. Obok klasycyzmu, nawiązującego do greckiego i rzymskiego antyku, jest jednym z filarów nowożytnej kultury europejskiej.
Największe natężenie osiągał mediewalizm w kulturze XIX wieku, na przykład w ówczesnej literaturze romantycznej czy architekturze neogotyckiej, oraz na przełomie XX i XXI wieku, gdy wątki średniowieczne z literatury fantasy lub fantastycznonaukowej zostały zapożyczone przez twórców filmów czy gier komputerowych. Za najbardziej znany przykład współczesnego zjawiska mediewalizmu uchodzi recepcja fikcyjnego świata (którego angielska nazwa nawiązuje do średniowiecza), wykreowanego w dziełach J.R.R. Tolkiena, z jego adaptacjami filmowymi i komputerowymi.

## Badania naukowe
Katedry mediewalizmu zaczęły powstawać w latach 70. XX w. na uniwersytetach amerykańskich. Za twórcę tej dyscypliny uważa się Leslie J. Workmana, który w 1979 roku założył czasopisma Studies in Medievalism (23 tomy do 2014 roku) oraz The Years’s Work on Medievalism (29 tomów do 2014 roku). Od 2010 roku ukazuje się konkurencyjne pismo Postmedieval: A Journal of Medieval Studies (6 tomów do 2015 roku). Co roku organizowane są międzynarodowe konferencje naukowe pod nazwą Conference on Medievalism (XXX konferencja w Pittsburghu, w październiku 2015 roku).
W latach 80. XX wieku mediewalizm pojawił się w polskiej nauce. Do podstawowych prac tego nurtu zalicza się między innymi Chrześcijaństwo i średniowiecze. Mit wieków średnich w XIX i XX stuleciu Andrzeja Kasi z 1989 roku czy Średniowieczność w literaturze i kulturze XX wieku Agnieszki Kruszyńskiej z 2007 roku.
W ramach badań mediewalistycznych analizowane są nawiązania do średniowiecza m.in. w literaturze, sztuce, muzyce, teatrze, filmie, sztukach zdobniczych, ubiorze, historiografii, religii czy polityce. Nawiązania te mogą mieć charakter świadomy lub nieświadomy, być pobieżne lub pogłębione, stanowić jednolity układ lub twór eklektyczny.
Mediewalizm pojawia się też jako termin politologiczny, na określenie badań nad współczesnymi relacjami międzynarodowymi (np. w ramach Unii Europejskiej). Używa się go na przykład dla diagnozowania zjawiska utraty części suwerenności przez państwa, szczególnie w ramach neokonserwatywnej teorii polityki (na przykład w pracach Hedleya Bulla).
W XXI wieku w ramach mediewalizmu pojawiły się dwa odrębne nurty badawcze. Nowy mediewalizm (ang. new medievalism) powstał w ramach teorii literatury i zajmuje się wykorzystaniem teorii poststrukturalnych i postmodernistycznych w badaniu relacji między średniowieczem a późniejszą tradycją literacką. Neomediewalizm (ang. neomedievalism) zajmuje się natomiast analizą nowych technologii internetowych, filmów czy gier komputerowych pod kątem wykorzystania w nich wątków i tradycji średniowiecznych.

## Mediewalizm w myśli politycznej Narodowej Demokracji
Od samych początków istnienia Narodowej Demokracji datuje się zainteresowanie w jej szeregach okresem średniowiecza. Dystansując się od czasu istnienia Rzeczypospolitej Obojga Narodów świadomie nawiązywano do wieków średnich, by na tej epoce budować odniesienie do tworzenia tożsamości narodowej.
Bezpośrednie nawiązania do średniowiecza miały miejsce w czasie konferencji pokojowej w Paryżu, gdzie wśród ekspertów, którzy mieli się wypowiedzieć na temat przyszłych granic Polski, byli historycy związani z endecją, między innymi mediewista Stanisław Kutrzeba. Argumentacja historyczna (ściśle naukowa) z odwołaniem do czasu wieków średnich była wykorzystywana podczas rozmów na temat granicy z Niemcami (chodziło o spór o Śląsk, Pomorze z Gdańskiem, Powiśle, Warmię i Mazury).
Przejęcie władzy w Niemczech przez narodowych socjalistów sprawiło, że w tamtejszej nauce górę wzięły teorie rasistowskie o niższości Słowian. Polemikę z nimi podjęli: archeolog Józef Kostrzewski oraz antropolodzy: Jan Czekanowski i Karol Stojanowski. Odkrycie Biskupina odbiło się szerokim echem w środowisku narodowym. Osadę – niezależnie od jej datacji na okres przed naszą erą – ściśle wiązano z wiekami średnimi, kiedy kształtowało się i powstało państwo polskie w X wieku. W prasie narodowej w latach 30. XX w. zachęcano do odwiedzania wykopaliska archeologicznego oraz do organizowania wycieczek w to miejsce.
Umocnieniem tendencji mediewalistycznych w obozie narodowym było polskie tłumaczenie książki Nikołaja Bierdiajewa Nowe średniowiecze, którego dokonał Marian Reutt, działacz ONR Falanga. Szczególnie intensywnie interesowano się średniowieczem w tej organizacji, doceniając obecne w tamtych czasach: porządek, ideę wychowania chrześcijańskiego, czy też silną pozycja monarchy, który prowadził swoich poddanych do zbawienia. W opinii narodowców relacje Kościoła z władzą świecką miały w średniowieczu charakter wzorcowy. Już wtedy chrześcijaństwo miało się przyczynić do powstania idei narodowej. Karol Frycz, admirator baroku, traktował tę epokę jako przedłużenie średniowiecza, którego kluczowym elementem był uniwersalizm. W przekonaniu Wojciecha Wasiutyńskiego w wiekach średnich rozwinęła się samorządność, natomiast Adam Doboszyński, konstruując swoją wizję korporacjonizmu nawiązywał do systemu cechowego. Doceniał też samorządność tamtego czasu, co podzielał także Jan Mosdorf. Koncepcje te były rozwijane także w czasie II wojny światowej w środowiskach Stronnictwa Narodowego, Organizacji Polskiej i Konfederacji Narodu.